# Voyage au Congo
Pour les articles homonymes, voir Voyage au Congo (film) et Congo.
Voyage au Congo est un carnet de route d'André Gide publié en 1927 aux éditions Gallimard. Il relate un voyage effectué par l'écrivain de juillet 1926 à mai 1927, en Afrique-Équatoriale française, de l'embouchure du Congo au lac Tchad.
La sincérité du récit et la description pittoresque des paysages africains, outre un inestimable état des lieux en ce milieu des années vingt, offre un regard sensible et sans complaisance sur les pratiques des compagnies commerciales — et accessoirement de l'administration — à l'égard des Noirs. Le livre suscite une vive émotion et conduit même par la suite à des réformes. En 1926, à Paris, André Gide avait rendu visite à René Maran dont il cite des idées sans toutefois le mentionner. C’est à partir de ce voyage en Afrique que Gide, pourtant théoricien de la disponibilité égotiste, va s’intéresser aux questions sociales. 
Le Voyage au Congo est suivi un an plus tard du Retour du Tchad, qui relate la fin du voyage. 

## Résumé
Au cours de la lente remontée du fleuve Congo, André Gide se dit assombri par la « monotonie » du ciel équatorial, toujours gris, par la « monotonie » des paysages, où l'œil n'accroche jamais aucune ligne d'horizon, par la monotonie des villages et des gens même. Cette impression dure jusqu'au sortir de la savane arborée, en direction de Fort-Archambault, dans le Sud du Tchad. Lorsqu'il peut descendre de bateau, Gide remarque l'état lamentable des populations.
Il atteint enfin des villages dignes de ce nom à l'approche de Bangui. Mais il découvre en même temps les pratiques indignes (propres à la zone forestière) des compagnies concessionnaires brutalisant et escroquant leurs employés indigènes, souvent recrutés de force. Puis il s'aperçoit — chose qu'il pressentait dès la traversée du Congo, mais qui lui éclate au visage quand il pénètre plus avant dans la grande forêt, entre Bangui et Bouar — que les administrateurs coloniaux placés en dessous des gouverneurs couvrent la plupart du temps ces abus. À plusieurs reprises, il constate le travail forcé, commandité en général par l'administration elle-même. Il s'agit de tâches d'intérêt général, de voirie le plus souvent, mais imposées dans des conditions inhumaines par les agents relais et les gardes. Gide voit souvent les habitants des villages se cacher à l'arrivée de sa troupe, par peur du travail forcé, comme il lui sera confirmé. De façon générale, il est frappé par la condescendance, voire le mépris de la majorité des Blancs pour les Noirs, et plus encore indigné par l'habitude prise par les Européens, à la suite de la dépréciation du franc pendant la Grande Guerre, de sous-payer systématiquement les produits du cru, donc au détriment des producteurs indigènes.
Il a pourtant quelques heureuses surprises. Il observe la réussite des plantations individuelles de coton, par opposition aux plantations collectives, appelées par les indigènes eux-mêmes les « plantations-je-m'en-fous ». À plusieurs reprises, à partir de Bouar, à nouveau au sud du Tchad, puis à l'approche du lac Tchad, il note que les gens deviennent altiers de par le dépouillement des paysages, mais aussi par influence de l'islam.
Gide est ravi de la descente du Chari, même si Fort-Lamy l'attriste. Le lac Tchad l'enchante et l'étonne, notamment par l'absence de profondeur (jamais supérieure à une hauteur d'homme) et plus encore par les touffes de papyrus qui, mues par un vent changeant et impétueux, migrent sans cesse, libérant une passe ici pour aller en boucher une autre là. Alors qu'en forêt il ne poursuivait que des papillons et des pintades, Gide se livre enfin dans cette région à la chasse au gros gibier. Par ailleurs, et depuis le départ, il livre de fréquentes descriptions des caractères très différents des peuples et des villages traversés.
Plusieurs fois, l'écrivain mène l'enquête pour éclaircir des cas de mauvais traitements sur des indigènes. Il ne remet pas en cause le principe colonial, mais dénonce le régime des grandes concessions et la complicité des agents locaux de l'administration coloniale. Il saura bientôt que Paris est averti de ces pratiques, mais aussi que les ministères responsables mettent ces informations sous le boisseau.

## Leçons à tirer
Gide décrit froidement, sans complaisance, les comportements des uns et des autres, comme la médiocrité ou la beauté des villages et des paysages traversés. La réaction outrée de la droite, à la publication du livre, rappelle que ce qui peut s'apparenter aujourd'hui à une critique tiède du colonialisme constituait à l'époque, dans une certaine mesure, une scandaleuse attaque des intérêts français. Pourtant, à aucun moment Gide ne dénonce en bloc le colonialisme.
Bien au contraire : il s'inquiète du fléchissement de l'autorité des Blancs — au Tchad notamment —, du risque « d'anarchie et d'événements désagréables », car « il faut certes s'intéresser aux indigènes, les aimer, mais s'ils sentent la faiblesse chez celui qui commande (et la bienveillance trop apparente sera toujours considérée par eux comme un manque d'énergie), le Chef cessera vite d'en être un à leurs yeux. » La mission civilisatrice de la France est souvent évoquée. André Gide entend rappeler à chacun ses responsabilités : des sacrifices doivent être consentis par les populations africaines au nom du bien-être à venir de la collectivité ; la France ne doit pas abandonner ses prérogatives aux concessionnaires, souvent très critiqués pour leur dangereuse cupidité ; des administrateurs compétents doivent pouvoir limiter l’action néfaste de quelques aventuriers en quête d’argent. Pour appuyer son propos, Gide prend en exemple le gouverneur de l'Oubangui-Chari, Auguste Lamblin, responsable récemment nommé, agissant avec beaucoup d'à-propos ; ainsi que la décision en 1926 de Marcel de Coppet, chef de cabinet du gouverneur du Tchad, d'établir un prix décent pour les productions locales. Gide rencontre aussi Félix Éboué, dont il lit et étudie « la petite grammaire sango ».
Gide effectue son périple en compagnie de Marc Allégret, qui en rapporte un moyen-métrage, Voyage au Congo.

## Table des matières et Étapes

### Chapitre 1: Les Escales
André Gide longe les côtes africaines en bateau du 26 juillet au 11 août 1925 et fait escale à : 
Dakar, Conakry, Grand-Bassam, Libreville, Port-Gentil, Mayoumba, Pointe-Noire, Matadi, Kinshasa (Léopoldville), Brazzaville, Stanley-Pool.

### Chapitre 2: La lente remontée du fleuve
L’expédition longe le fleuve Congo en baleinière du 5 septembre au 29 septembre et fait escale à :
Stanley-Pool, Tchoumbiri, Bolobo, N’kounda, Irébou, lac Tomba, Eala, Liranga,Coquilhatville, Bobolo, Impfondo, Bétou, Dongou, Laenza, Boma-Matangé, Mongoumba, Bangui.
L’objectif est d’arriver à Fort-Archambault chez Marcel de Coppet pour Noël.  

### Chapitre 3: En automobile
Il est reçu par le gouverneur Auguste Lamblin. Il effectue une boucle en automobile dans les terres de l'Oubangui-Chari du 29 septembre au 17 octobre et fait étape à : 
Bouali, Fort-Sibut, Grimari, Bambari, Moussareu, Foroumbala, Bangassou, Bambari,  Fort-Crampel, M’béré, Fort-Sibut.
Il croise Félix Éboué le 8 octobre à Bangassou.

### Chapitre 4: La grande forêt entre Bangui et Nola
Il longe la rivière Oubangui du 18 octobre au 4 novembre et fait escale à : 
M'Baïki, Boda, N’goto, Bambio, Bakongo, N’délé, Dokundja-Bita, Katakouo, Kongourou, Nola. 

### Chapitre 5: De Nola à Bosoum
Il part en expédition à pied avec les porteurs (en tipoye) du 5 novembre au 8 décembre et fait étape à :
Nola, Gama, Mokéto, M’bengué, Sapoua, Pakori, Berbérati, Zaora-Yenga, Bafio, Carnot, Sangoua, Bakissa, Bougendui, Cessona, Abo-Boyafé, Abba, Niko, Barbaza, Abo-Bougima, Baboua, Gambougo, Lokoti, Déka, Dahi, Bouar, Batara, Bosoum.

### Chapitre 6: De Bosoum à Fort Archambault
Il continue l’expédition à pied du 9 décembre au 24 décembre et fait étape à : 
Bosoum, N’ganamo, Bossa, Bossangoa, Yandakara, Bouca, Batangafo, Fort-Archambault.

### Chapitre 7:  Fort-Archambault - Fort-Lamy
Il termine l’expédition en baleinière le long du Chari vers le lac Tchad (du 25 déc au  20 février) et fait escale à : 
Fort-Archambault, Boïngar, Fort-Lamy, Goulfeï, Bol, Yakua, Mani, Fort-Lamy.

### Éditions
- André Gide, Voyage au Congo, Paris, NRF, 1927 (prépublication à la N.R.F. : 1er novembre 1926, pp. 562-580 ; 1er décembre 1926, pp. 27-65 ; 1er janvier 1927, pp. 65-109 ; 1er février 1927, pp. 180-220 ; 1er mars 1927, pp. 156-202, 1er avril 1927, pp. 477-514)[5]

- André Gide (préf. Hélène Blais), Voyage au Congo, Bordeaux, éditions du détour, 2022, 251 p. (ISBN 9791097079918)
- André Gide (préf. Jean-Claude Perrier), Voyage au Congo suivi de Le Retour du Tchad et de Dindiki, Arthaud, 2022, 576 p. (ISBN 9782081515307) Préface